# Andrés Gómez (basket-ball)
Pour le ancien joueur de tennis équatorien, voir Andrés Gómez.
Andrés Gómez Domínguez, né le 30 novembre 1913 à Guadalajara et mort le 26 juillet 1991 à Mexico, est un joueur mexicain de basket-ball.

## Palmarès
- Troisième des Jeux olympiques d'été de 1936